# Cyclopentadecanon
Cyclopentadecanon ist eine chemische Verbindung aus der Gruppe der Cycloalkanone und Makrocyclen. Es ist strukturell eng verwandt mit Muscon, das eine zusätzliche Methylgruppe in β-Position zum Keton trägt.

## Vorkommen

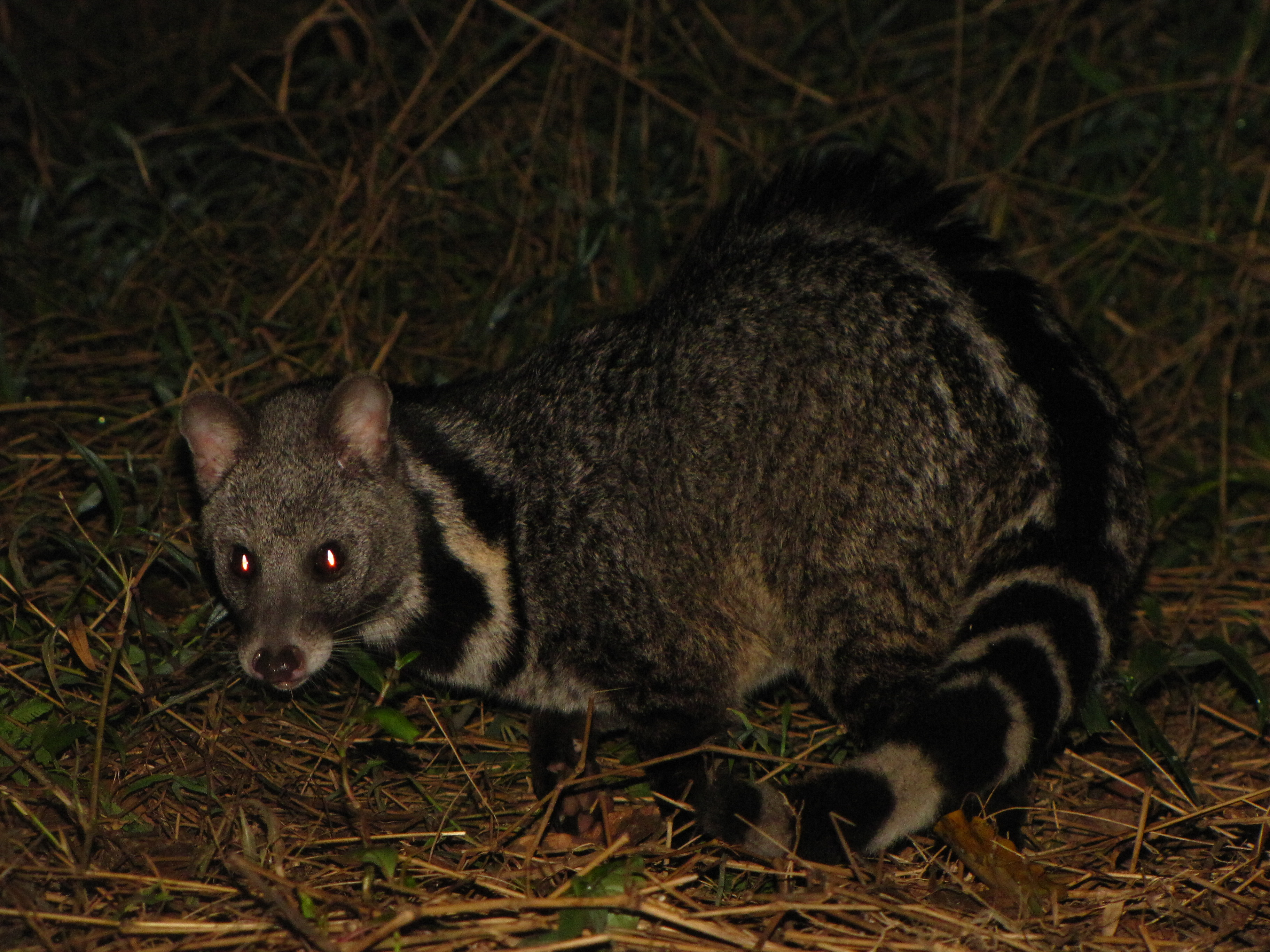
Das Sekret der Indischen Zibetkatze enthält Cyclopentadecanon

Cyclopentadecanon wurde in der Duftdrüse der Zibetkatze Viverra zibetha nachgewiesen. Dort ist es eine der Hauptkomponenten neben Zibeton und Cyclohexadecanon.

## Gewinnung und Darstellung
Die erste Synthese von Cyclopentadecanon von Lavoslav Ružicka aus dem Jahr 1926 basierte auf der Pyrolyse des Thoriumsalzes der Thapsiasäure und hatte eine Ausbeute von lediglich 2 %. Neuere Synthesen gehen aus von Thiophen, Aleuritinsäure oder Cyclododecanon.
Cyclopentadecanon kann außerdem ausgehend von Tricyclohexylentriperoxid synthetisiert werden, welches wiederum durch Oxidation von Cyclohexanon mit Wasserstoffperoxid gewonnen werden kann. Durch Pyrolyse von Tricyclohexylentriperoxid entsteht ein Gemisch aus Hexadecanolid und Cyclopentadecan. Cyclopentadecan wird durch Oxidation mit Sauerstoff in Gegenwart von Borsäure zu Cyclopentadecanol umgesetzt, welches wiederum zu Cyclopentadecanon oxidiert wird.

## Eigenschaften
Cyclopentadecanon ist ein stark nach Moschus riechender weißer Feststoff, der sehr wenig löslich in Wasser ist. Eine Kristallstruktur wurde mittels Röntgenstrukturanalyse ermittelt. In dieser liegen die Ringe der Moleküle als Fünfecke vor, deren Ecken die Atome C3, C4, C7, C10 und C15 sind. Die Kohlenstoffatome sind weitgehend koplanar, während der Carbonylsauerstoff deutlich aus der Ebene herausragt. Die Verbindung kristallisiert im monoklinen Kristallsystem in der Raumgruppe P21/c (Raumgruppen-Nr. 14) mit den Gitterparametern a = 15,6634 Å; b = 5,5531 Å, c = 17,6928 Å und β = 116,315° sowie vier Formeleinheiten pro Elementarzelle.

### Toxikologie
Von Cyclopentadecanon gehen nur sehr geringe Gesundheitsgefahren aus. Bei verschiedenen Studien an Meerschweinchen traten auch bei wiederholter dermaler Applikation oder der Applikation größerer Mengen keine nennenswerte Toxizität auf. Bei oraler Gabe von 5 g/kg Körpergewicht bei Ratten und 10 g/kg bei Mäusen traten keine negativen gesundheitlichen Effekte auf. Bei der dermalen Applikation größerer Mengen bei Kaninchen konnte in manchen Fällen eine Hautirritation festgestellt werden. In einer Studie mit zehn Kaninchen starb ein Tier. Außerdem wurde eine geringe Phototoxizität festgestellt. In Studien zur dermalen Applikation kleinerer Mengen bei Menschen konnte weder eine Hautirritation noch eine Sensibilisierung festgestellt werden. Bei Studien an Bakterien und Säugetierzellen konnte keine Mutageneität festgestellt werden.

## Verwendung
Cyclopentadecanon wird in der Parfümindustrie als Fixateur und Geruchskomponente verwendet. Es ist beispielsweise in Körperpflegeprodukten wie Seife und Shampoos enthalten. Die jährlich weltweit verwendete Menge liegt im Bereich zehn bis einhundert Tonnen.
Cyclopentadecanon kann durch eine Baeyer-Villiger-Oxidation zu Pentadecanolid umgesetzt werden. Diese basiert typischerweise auf der Umsetzung mit einer Persäure, jedoch gibt es auch Enzyme, sogenannte Baeyer-Villiger-Monooxygenasen, die analoge Reaktionen katalysieren, wobei das Oxidationsmittel Luftsauerstoff ist. Auch Muscon kann ausgehend von Cyclopentadecanon synthetisiert werden. Hierzu wird es zunächst in ein Ethylenacetal überführt. Dieses wird mit Phenyltrimethylammoniumtribromid α-bromiert. Dehydrobromierung mit DBN und saure Hydrolyse ergibt ein α,β-ungesättigtes Keton. 1,4-Addition von Methylmagnesiumbromid in Gegenwart von Kupfer(I)-chlorid ergibt racemisches Muscon.